# Lutzelbourg
Lutzelbourg (Duits: Lützelburg in Lothringen ) is een gemeente in het Franse departement Moselle (regio Grand Est). De plaats maakt deel uit van het arrondissement Sarrebourg-Château-Salins. De gemeente telde 558 inwoners op 1 januari 2022.

## Geografie
De oppervlakte van Lutzelbourg bedroeg op 1 januari 2022 5,84 vierkante kilometer; de bevolkingsdichtheid was toen 95,5 inwoners per km².

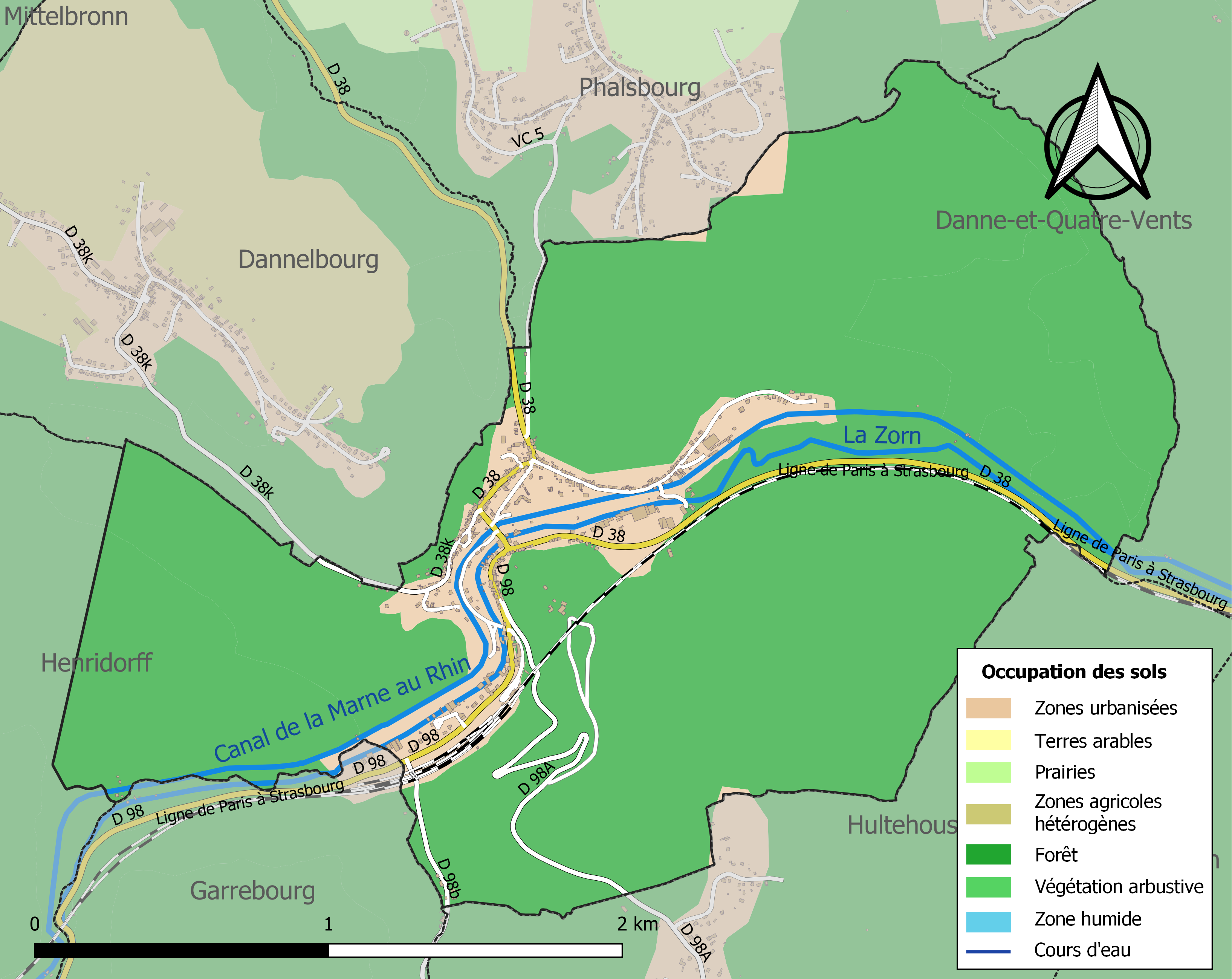
Kaart van de gemeente met de belangrijkste infrastructuur, bodemgebruik en omliggende gemeenten

## Verkeer en vervoer
In de gemeente ligt spoorwegstation Lutzelbourg.

## Demografie
Onderstaande figuur toont het verloop van het inwonertal (bron: INSEE-tellingen).